# Сабатаускас, Юлюс
Юлюс Сабатаускас (лит. Julius Sabatauskas; род. 1 апреля 1958, Сыктывкар, Республика Коми, РСФСР, СССР) — советский и литовский инженер, юрист, политический и государственный деятель, депутат (с 2000) и заместитель председателя (2020—2024) Сейма Литовской Республики.

## Биография
Родился 1 октября 1958 года в Сыктывкаре, Республика Коми, РСФСР, СССР.
В 1976 году окончил среднюю школу №1 города Ионава, после чего поступил на факультет автоматики Каунасского политехнического института, который окончил в 1981 году со специальностью «инженер автоматизированных систем управления». В 2002 году он завершил заочное обучение в Университете имени Миколаса Ромериса, получив степень магистра права и управления.
В 1981 году он устроился на завод по производству холодильных аппаратов города Алитус, а спустя три года был стал сотрудником местного управления механизации. В 1994 году он был назначен заведующим канцелярией Алитусского городского совета, а спустя год был повышен до директора по кадрам.
В 1989 году он вступил в Социал-демократическую партию Литвы, а в 1997 году возглавил её городское отделение в Алитусе.
На парламентских выборах 2000 года он был избран депутатом Сейма Литовской Республики, а спустя четыре года занял пост председателя Комитета по правопорядку. Кроме того, в 2002 году он был назначен председателем Федерации шахмат Литвы, пробыв на этом посту три года.
17 ноября 2020 года он был назначен на пост заместителя председателя Сейма Литовской Республики.